# Pseudombrophila merdaria
Pseudombrophila merdaria är en svampart som först beskrevs av Elias Fries, och fick sitt nu gällande namn av Johannes van Brummelen 1995. Pseudombrophila merdaria ingår i släktet Pseudombrophila och familjen Pyronemataceae.  Arten är reproducerande i Sverige. Inga underarter finns listade i Catalogue of Life.